# John Cech
John Cech (* 1944) ist ein amerikanischer Literaturwissenschaftler, dessen besonderer Schwerpunkt die Kinder- und Jugendliteratur ist. Cech ist seit 1976 Professor für Kinder- und Jugendliteratur sowie für Amerikanische Literatur des 20. Jahrhunderts an der University of Florida.

## Leben
John Otto Cech studierte Englische Literatur an der University of Illinois at Urbana-Champaign und erhielt dort 1966 den B.A. Er besuchte ein PhD-Programm an der University of Connecticut, das er 1974 mit der Promotion in Englischer und Amerikanischer Literatur abschloss. Seit 1976 ist er Professor an der University of Florida in Gainesville, wo er das Center for the Study of Children’s Literature & Culture leitet. Bekannt sind besonders seine Arbeiten zu Maurice Sendak, auch über Charles Olson, Edward Dahlberg und Weston Woods veröffentlichte Cech, der auch selbst Literatur für Kinder verfasste. Daneben moderiert er eine Radiosendung über Kultur für Kinder im National-Public-Radio-Programm der University of Florida.

## Werke
- Jacques-Henri Lartigue. Boy With a Camera. Simon and Schuster, 1994. ISBN 0-02-718136-7
- Angels and Wild Things. The Archetypal Poetics of Maurice Sendak. Pennsylvania State University Press, 1995. ISBN 0-271-00949-7
- Imagination and Innovation. The Story of Weston Woods. Scholastic Press, 2009. ISBN 978-0-545-08922-7